# Forsaken (película)
Forsaken (Regresando a casa en Latinoamérica) es una película canadiense de 2015 dirigida por Jon Cassar y protagonizada por Kiefer Sutherland, Donald Sutherland, Brian Cox, Michael Wincott, Aaron Poole y Demi Moore. Fue estrenada en el Festival Internacional de Cine de Toronto el 16 de septiembre de 2015. Fue estrenada a nivel mundial el 19 de febrero de 2016.

## Sinopsis
En 1872, tras abandonar las armas, John Henry Clayton (Kiefer Sutherland) regresa a su pueblo con el fin de reparar la deteriorada relación con su anciano padre (Donald Sutherland). Sin embargo, una pandilla local a las órdenes del forajido James McCurdy (Brian Cox) están aterrorizando al pueblo, y solamente John Henry tiene el coraje y la capacidad de detenerlo.

## Reparto
- Kiefer Sutherland es John Henry Clayton.
- Donald Sutherland es Samuel Clayton.
- Brian Cox es James McCurdy.
- Michael Wincott es Dave Turner.
- Aaron Poole es Frank Tillman.
- Demi Moore es Mary Alice Watson.
- Greg Ellis es Tom Watson.
- Siobhan Williams es Emily Chadwick.
- Dylan Smith es Little Ned.
- Chris Ippolito es Bob Waters.
- Landon Liboiron es Will Pickard.
- Wesley Morgan es Sam Hatch.
- Christopher Rosamond es Daniel Peterson.
- Michael Therriault es Doc Miller.